# Yoshinari Takagi
Yoshinari Takagi (高木 義成 Takagi Yoshinari?, nacido el 20 de mayo de 1979 en Edogawa, Tokio) es un futbolista japonés que se desempeña como guardameta.

## Trayectoria

### Clubes
| Club           | País  | Año         |
| -------------- | ----- | ----------- |
| Tokyo Verdy    | Japón | 2000 - 2009 |
| Nagoya Grampus | Japón | 2010 - 2015 |
| FC Gifu        | Japón | 2016 - 2017 |

## Estadística de carrera

### J. League
| Club           | Año   | J. League | J. League | Copa J. League | Copa J. League | Total | Total |
| Club           | Año   | Part.     | Goles     | Part.          | Goles          | Part. | Goles |
| -------------- | ----- | --------- | --------- | -------------- | -------------- | ----- | ----- |
| Verdy Kawasaki | 2000  | 0         | 0         | 0              | 0              | 0     | 0     |
| Tokyo Verdy    | 2001  | 0         | 0         | 0              | 0              | 0     | 0     |
| Tokyo Verdy    | 2002  | 17        | 0         | 1              | 0              | 18    | 0     |
| Tokyo Verdy    | 2003  | 30        | 0         | 6              | 0              | 36    | 0     |
| Tokyo Verdy    | 2004  | 30        | 0         | 7              | 0              | 37    | 0     |
| Tokyo Verdy    | 2005  | 33        | 0         | 6              | 0              | 39    | 0     |
| Tokyo Verdy    | 2006  | 40        | 1         | -              | -              | 40    | 1     |
| Tokyo Verdy    | 2007  | 36        | 0         | -              | -              | 36    | 0     |
| Tokyo Verdy    | 2008  | 0         | 0         | 2              | 0              | 2     | 0     |
| Tokyo Verdy    | 2009  | 8         | 0         | -              | -              | 8     | 0     |
| Nagoya Grampus | 2010  | 0         | 0         | 4              | 0              | 4     | 0     |
| Nagoya Grampus | 2011  | 11        | 0         | 0              | 0              | 11    | 0     |
| Nagoya Grampus | 2012  | 2         | 0         | 1              | 0              | 3     | 0     |
| Nagoya Grampus | 2013  | 0         | 0         | 0              | 0              | 0     | 0     |
| Nagoya Grampus | 2014  | 0         | 0         | 0              | 0              | 0     | 0     |
| Nagoya Grampus | 2015  | 0         | 0         | 3              | 0              | 3     | 0     |
| FC Gifu        | 2016  | 31        | 0         | -              | -              | 31    | 0     |
| FC Gifu        | 2017  | 0         | 0         | -              | -              | 0     | 0     |
| Total          | Total | 238       | 1         | 30             | 0              | 268   | 1     |

## Palmarés

### Títulos nacionales
| Título             | Club           | País  | Año  |
| ------------------ | -------------- | ----- | ---- |
| Copa del Emperador | Tokyo Verdy    | Japón | 2004 |
| J1 League          | Nagoya Grampus | Japón | 2010 |